# Life After Death (альбом The Notorious B.I.G.)
Life After Death — второй студийный альбом американского рэпера The Notorious B.I.G., выпущенный посмертно 25 марта 1997 года на лейбле Bad Boy Records.
Альбом был выпущен на двух дисках через шестнадцать дней после смерти исполнителя. В отличие от предыдущего альбома, при записи этого альбома B.I.G. не писал тексты песен на бумаге перед тем, как идти в студию и записывать песни. Все тексты он держал в своей голове.
Альбом в основном был спродюсирован командой продюсеров лейбла Bad Boy Records, The Hitmen (Steven «Stevie J.» Jordan, Deric «D-Dot» Angelettie, Carlos «July Six» Broady, Ron «Amen-Ra» Lawrence, Nashiem Myrick, Chucky Thompson), а также DJ Premier, Easy Mo Bee, Havoc, RZA, Kay Gee, Buckwild, Clark Kent, DJ Enuff, Jiv Poss, Daron Jones, Paragon и Puff Daddy. В записи альбома приняли участие рэперы The LOX, Jay-Z, Mase, Puff Daddy, Bone Thugs-N-Harmony, Lil Kim, Too Short и DMC, а также R&B-исполнители Pam Long (из группы Total), R. Kelly, Angela Winbush, Kelly Price, 112, Carl Thomas и Faith Evans.
Life After Death достиг 1 места в чартах Billboard 200 и Top R&B/Hip Hop Albums в американском журнале Billboard. В 2000 году он стал одним из немногих хип-хоп альбомов, сертифицированных как «бриллиантовый». В 2018 году альбом стал 11 раз «платиновым» по продажам.
Три сингла из альбома попали в чарты американского журнала Billboard: «Hypnotize», «Mo Money Mo Problems» и «Sky’s The Limit», а также стали успешными в чарте UK Singles Chart в Великобритании. «Hypnotize» и «Mo Money Mo Problems» были номинированы на премию «Грэмми» за лучшее сольное рэп-исполнение на 40-й церемонии вручения премий «Грэмми» 1998 года.
В 2003 году журнал Rolling Stone поместил альбом на 476 место в своём списке «500 величайших альбомов всех времён по версии журнала Rolling Stone», а в 2020 году альбом переместился на 179 место. В 1997 году Life After Death стал «R&B-альбомом года» на церемонии Billboard Music Awards, а также был номинирован на премию «Грэмми» как «Лучший рэп-альбом».

## Об альбоме
Альбом записывался более 18 месяцев в Нью-Йорке, Лос-Анджелесе и Тринидаде. Студийные сессии то и дело прерывались из-за ареста Бигги за хранение марихуаны и оружия, из-за автомобильной катастрофы, которая повредила его левую ногу, из-за увеличения давления славы. Кроме того, всё происходило под тенью безумства прессы вокруг межличностного конфликта между Бигги и Калифорнийским рэпером Тупаком Шакуром.
Альбом Life After Death… Til Death Do Us Part (рус. Жизнь после смерти... Пока смерть не разлучит нас) (позже название сократили до Life After Death) изначально планировали выпустить на Хэллоуин 31 октября 1996 года, но его выпуск был перенесён на 25 марта 1997 года в связи с автомобильной аварией, в которую попал Бигги и Лил Сиз 16 сентября 1996 года. В аварии Бигги сломал себе ногу и находился в больнице в течение следующих трёх месяцев. Затем B.I.G. должен был пройти курс 6-месячной терапии. После этой аварии Бигги начал использовать трость при ходьбе.
9 марта The Notorious B.I.G., Puff Daddy и всё их окружение собирались лететь в Лондон для рекламы нового альбома Life After Death, однако этим планам было не суждено свершиться. 9 марта в Бигги было выпущено четыре пули из проезжавшего мимо автомобиля и позже он был объявлен мёртвым в медицинском центре Седарс-Синай в Лос-Анджелесе.
По словам Дейм Дэша, после выпуска альбома Life After Death Бигги собирался выпустить тройной альбом Born Again на лейбле Bad Boy Records, а затем он планировал подписать контракт с Roc-A-Fella Records и выпустить альбом The Commission с Jay-Z и Чарли Балтимор (девушка Бигги): «Это то, что должно было произойти, или, по крайней мере, это то, о чём говорили очень серьёзно. Он выпустил двойной альбом. Затем он собирался выпустить тройной альбом, и он собирался выйти из своего контракта, а затем он собирался сотрудничать с нами. Я пытался подписать группу The Firm, но тогда Стив Стаут опередил нас».
В апрельском номере журнала XXL за 2003 год впервые были раскрыты некоторые подробности записи альбома:
- По словам Паффа Дэдди, «Somebody’s Gotta Die» была первой записанной песней для альбома (в сентябре 1995 года).
- Скрытые диссы в треке «Kick In The Door» были направлены на Nas, Jeru The Damaja, Raekwon и Ghostface.
- Оригинальный бит, сделанный Havoc для песни «Last Day», был на плёнке, которая была украдена со студии. Поэтому Havoc сделал совершенно новый бит.
- По словам Styles P и Jadakiss, B.I.G. заставил их переделать свои куплеты в песне «Last Day», чтобы соответствовать песне.
- Бит для песни «What’s Beef?», сделанный Carlos «July Six» Broady и Nashiem Myrick, изначально предназначался для группы Bone Thugs-N-Harmony.
- Mase (Mason Betha) придумал идею взять семпл из песни Diana Ross «I’m Coming Out» для песни «Mo Money Mo Problems».
- Семпл для трека «I Got A Story To Tell» был переигран на гитаре Chucky Thompson на студии Daddy’s House в ночь Грэмми (26 февраля 1997 года), поскольку Пафф не смог получить разрешение на использование оригинального семпла, в котором звучала арфа.
- Группа Bone Thugs-N-Harmony записала свою акапеллу для песни «Notorious Thugs» в Лос-Анджелесе, Бигги сидел рядом с ними, но свой куплет он записал в Нью-Йорке.
- По словам Lil' Cease, песня «Miss U» была посвящена другу Бигги по имени «О», которого убили двумя выстрелами в грудь в магазине в районе Браунсвилл в Бруклине.
- В самом начале песни «Another» звучит реальная ссора, которая произошла на студии между Бигги и Lil' Kim, которая узнала о его отношениях с какой-то девушкой и приревновала его.
- По словам DJ Premier, Chuck D был в ярости от того, что его голос был без спроса использован в песне, посвящённой крэку — «Ten Crack Commandments» (рус. Десять заповедей крэка). Он не хотел, чтобы его голос ассоциировался с чем-либо, что связано с потреблением наркотиков или алкоголя, сексом или чем-то ещё. И даже был готов судиться, в случае если ситуация выйдет из-под контроля. Во время записи песни Snoop Dogg и Daz Dillinger тоже находились на студии Daddy’s House в Нью-Йорке.
- Изначально в песне «Playa Hater» пели Lil' Cease и продюсер Stevie J., но, по словам Lil' Cease, «Пафф часто боролся за место под солнцем, хотел быть знаменитым, и поэтому он стёр все голоса, и наложил свой». После записи этой песни у Бигги появилось желание сделать целый альбом баллад под названием Big Ballads (рус. Баллады Бигги).
- Prince не позволил использовать семпл из его песни группы Vanity 6 «Nasty Girl» (1982), поэтому продюсеру Stevie J. пришлось сыграть живой бас и сделать оригинальное фанки звучание.
- По словам Паффа Дэдди, песня «My Downfall» была посвящена всем людям и всем вещам, которые происходили, поскольку ходили слухи о том, что «Бигги подстрелят» или «Паффи подстрелят».
- По словам Lil' Cease, в оригинальной версии песни «Long Kiss Goodnight» (рус. Долгий поцелуй на ночь) в самом начале песни Бигги жёстко высказался про Тупака, но позже это начало было вырезано. По словам RZA, Бигги придумал куплет сразу после автомобильной аварии (16 сентября 1996 года) и в начале песни был записан хук от Cappadonna, который также был вырезан.

Несколько фактов из других интервью:
- Интро для альбома было сделано после убийства Бигги[16].
- По словам Banger из группы Junior M.A.F.I.A., песня «Somebody’s Gotta Die» была записана после того, как B.I.G. посмотрел в кинотеатре фильм Подозрительные лица. Так родился драматический рассказ о жизни после смерти[12].
- По словам продюсера песни «Somebody’s Gotta Die», Nashiem Myrick, это был первый записанный трек для альбома Life After Death, но сам бит он дал Бигги ещё в 1994 году во время окончания записи альбома Ready To Die, сразу после того, как он дал ему бит для песни «Who Shot Ya»: «Это было даже не для Life After Death… Это было за год до того, как мы начали запись нового альбома… Я закончил песню после того, как B.I.G. умер. Он не слышал законченную версию.»[14].
- Бит для песни «I Love The Dough» Easy Mo Bee предлагал Паффу для первого альбома The Notorious B.I.G., Ready To Die, но тогда Пафф не был готов для этого трека и просто отбросил его[17].
- По словам продюсера песни «Ten Crack Commandments», DJ Premier, она является последней песней, сделанной для альбома Life After Death (в январе 1997 года)[18]. Изначально песня была сделана не для Бигги, это было промо, которое DJ Premier и Jeru The Damaja сделали для шоу под названием «Hot 5 at 9» на радио Hot 97. Ведущей шоу была Энджи Мартинес и она играла в эфире пять лучших альбомов в девять часов вечера[14].
- По словам продюсера песни «Sky’s The Limit», DJ Clark Kent, бит изначально был отдан Jay-Z, даже у LL Cool J был этот бит, но они не хотели его брать. Этот бит был среди тех, которые DJ Clark Kent показал Бигги для дебютного альбома Junior M.A.F.I.A., но как только Бигги услышал эту музыку, он взял бит для своего сольного альбома. «Бигги придумал этот припев. Не каждый может различить голос Бигги в припеве, но если вы достаточно внимательно послушаете „Sky’s The Limit“, то вы можете услышать, как он поёт вместе с группой 112»[14].
- По словам продюсера Stevie J., DJ Enuff принёс ему семпл для песни «You’re Nobody (Til Somebody Kills You)» и он же спродюсировал бит, но в итоге Стиви Джей переиграл семпл: наложил на него гитарную партию, живую басовую партию и клавишные[16].

## Фотосессия
Фотосессия для альбома «Life After Death» состоялась 24 января 1997 года. Созданием обложки для альбома занималась престижная Нью-Йоркская дизайн-студия Stereotype (Ebon Heath и Michele Thorne). В качестве фотографа был выбран Майкл Лавин (Michael Lavine). Собирались снимать фотографии не только для альбома, но и для синглов одновременно. Это было желание Бигги, он не хотел сниматься много раз, он хотел, чтобы сняли всё сразу за один день. Для этого арендовали массивный особняк в штате Нью-Джерси (обложки для синглов «Mo Money Mo Problems», «Sky’s The Limit», «Nasty Boy» и для альбома «Born Again»). Затем поехали на кладбище Cypress Hills Cemetery в Бруклине, где под конец дня сняли фотографии, которые в итоге попали на обложку альбома Life After Death, а также на заднюю обложку альбома Puff Daddy & The Family No Way Out и синглы «Hypnotize», «Victory» и «I’ll Be Missing You (A Tribute To The Notorious B.I.G.)». Первоначальная обложка альбома «Life After Death» была чуть более оптимистичней: Бигги стоял в костюме на фоне облаков и синего неба.

## Враждебные ссылки и подсознательные диссы
Конфликт с другими рэперами — главная тема на протяжении всего альбома. Многочисленные песни содержат ссылки на соперников B.I.G., некоторые из них тонкие, а некоторые — очевидные.

### «Kick In The Door»
Трек «Kick In The Door» адресован Nas, Jeru The Damaja, Raekwon, Ghostface Killah и даже продюсеру трека, DJ Premier. Скрытые послания были предположены слушателями и подтверждены артистами несколько раз, включая статью в апрельском номере журнала XXL 2003 года, «Создание: Life After Death». В статье «The Making of: Life After Death», Nashiem Myrick раскрывает, что во втором куплете есть строки, направленные на Jeru The Damaja и DJ Premier: «Nas сказал, что этот бит был предназначен для него, но когда Бигги сказал: „Сынок, я удивлён тому, что ты работаешь с ними / я думаю, что они просто подрочат на твой бит, потому что они всего лишь члены“, он говорил это Примо о Jeru The Damaja, потому что Jeru плохо отозвался о Бигги и Паффе и всех них (в треке Jeru The Damaja „One Day“, который спродюсировал DJ Premier)». Строка «К чёрту, зачем пытаться бросить отбеливатель тебе в глаза» — это ссылка на выходку Рейквона на треке «Ice Water» из альбома Only Built 4 Cuban Linx….

Такова жизнь, в довершение всего, биф с Фрэнком Уайтом

Он достал отбеливатель, чтобы бросить его мне в глаза

Строки в последнем куплете направлены на Nas как отсылка к Насу, бросающему вызов The Notorious B.I.G. на звание «короля Нью-Йорка» в песне «The Message» из альбома It Was Written, в которой Nas исполняет:

Позвольте мне рассказать вам одну вещь.

Есть одна жизнь, одна любовь, поэтому может быть только один король.

Бигги нанёс ответный удар строчками:

В этом рэпе нет других королей

Все остальные — братья и сёстры, не более, чем мои дети

Один выстрел, и они исчезают

Это плохо, когда MC раньше были в грязном дерьме

Они взяли домой Ready to Die, послушали и изучали его

Теперь они на каком-то денежном дерьме, оказались успешными неожиданно

В статье «The Making of: Life After Death» Lil' Cease объясняет: «Бигги немного упомянул Nas в этом треке. Это было в последнем куплете: „Это относится к тем, кто не уважает короля Нью-Йорка“. Дело в том, что тогда Nas выпустил фристайл, в котором он сказал: „Я сниму корону с так называемого Короля и закрою его“. Это была реакция Nas’а на обложку журнала „The Source“ (июль 1995 года) с заголовком: „Король Нью-Йорка придёт к власти!“ („The King Of New York Takes Over!“)».

### «Long Kiss Goodnight»
Многие слушатели предполагали, что песня «Long Kiss Goodnight» содержит зашифрованные оскорбления в отношении 2Pac и генерального директора Death Row Records, Suge Knight, хотя в то время это никогда не подтверждалось из-за чувствительной природы недавних смертей обоих рэперов.
Тем не менее, Lil' Cease, двоюродный брат Бигги и участник Junior M.A.F.I.A. в апрельском выпуске журнала XXL 2003 года о «Long Kiss Goodnight» заявил следующее: «Это было сделано за одну ночь. Это было о Паке. Бигги говорил что-то про Тупака в самом начале этой песни, но никто не слышал этого, это было записано на бобине. Мы должны были изменить это. Там было слишком много грязи про Тупака. Я не помню, что именно сказал Бигги о нём, но это было ужасно. Он не хотел этого делать. У него был пожар в душе. Но он не хотел делать слишком много грязи. Он просто хотел обратиться к нему и сообщить ниггеру: „Я знаю, что происходит, и я могу всё разрушить, если захочу“. Это было похоже на: „Если бы я действительно хотел добраться до этих ниггеров, то я мог бы“.»
Шон Комбс, однако, отрицает эти утверждения, заявляя: «Нет. Это была всего лишь лирика. Я знаю, что люди воображают себе другое, но это была просто лирика. Вы слышите это из первых уст. Я бы сказал вам правду.»
В первом куплете фраза «Laugh Now, Cry Later» («Смейтесь, смейтесь, потом плакать будете») якобы является ссылкой на две татуировки на спине 2Pac.
Строчка в первом куплете предположительно адресована Шакуру:

Когда мои парни палят, ты убегаешь, не зная усталости

Пули скучают по тебе, но я не злюсь на тебя, мы не злимся на тебя.

В частности, последние два куплета, по-видимому, направлены на Тупака:

Я палю из стволов, нацелившийся на этих чёртовых маньяков

Поместить моё имя в рэп, что это за игра?

Как будто они теряют прибыль

Я курю «Бэквудс» и «Датчиз», вы не можете прикоснуться ко мне 

Попробуй наброситься на меня — вылетают пули, шлёп-шлёп

Ты шикарно истекаешь кровью, твоя душа взлетает надо мной или опускается в ад

Ведь ты был подлым всю жизнь

А теперь покойся вечно, спи, ты сгорел, когда пытался напугать меня

Лежи вместе с червями и слабаками.

Пули пробили тебе грудь, задели позвоночник, сигнал остановки сердца

До меня дошёл слух, что в тебя выпустили четыре пули

Чёрт, от трёх до девяти пуль, здорово тебя поимели

Пули по-прежнему медленно летят, что до угрызения совести, то у нас её нет.

Строчки, кажется, ссылаются на то, что Тупак часто упоминал Бигги «по имени» в своих песнях, и утверждения Венди Уильямс о том, что она была изнасилована во время его тюремного заключения на Острове Рикерс. Хотя некоторые фанаты интерпретировали эти строки как ссылки на убийство Шакура, журнал XXL писал, что песня, скорее всего, была записана до смерти Тупака.

### Другие ссылки
В «Going Back To Cali» открывается второй куплет с мыслями Бигги о войне побережий и его отношениях с Западным побережьем:

Если мне нужно выбрать побережье, то я выберу Восток

Я живу там, так что не ходи туда

Но это не значит, что ниггер не может отдыхать на Западе

Я смотрю на красивые груди на Западе

Курю приятный косяк на Западе, вы все ниггеры в беспорядке

Ты думаешь, что я собираюсь остановиться, буду хвалить Л. А.

Всё, что я получил, это биф с теми, кто идёт вразрез со мной

Я уничтожу тебя

Дело закрыто

В песне «Notorious Thugs» B.I.G. ясно указывает на давнего заклятого врага, Тупака, в строке «так называемый биф с кем вы сами знаете», называя вражду между ним и Шакуром «ерундой», в то время как Bone Thugs-N-Harmony (которые записались с Тупаком в том же году) нанесли удары по Three 6 Mafia, Twista, Crucial Conflict и Do or Die.
Треки «What’s Beef» и «My Downfall» посвящены теме вражды, а также «Last Day» and «You’re Nobody (Till Somebody Kills You)» также содержат явные удары, направленные на его конкурентов (включая Шакура), хотя Бигги заявил в интервью журналу Spin, что песня «You’re Nobody (Till Somebody Kills You)» не была направлена на Шакура, который на тот момент был недавно застрелен.

## Приём критиков
| Оценки критиков               | Оценки критиков |
| Источник                      | Оценка          |
| ----------------------------- | --------------- |
| AllMusic                      | [ 1 ]           |
| Christgau's Consumer Guide    | A               |
| Entertainment Weekly          | C+              |
| The Guardian                  | [ 26 ]          |
| Los Angeles Times             | [ 27 ]          |
| NME                           | 8/10            |
| Pitchfork                     | 9.5/10          |
| Rolling Stone                 | [ 30 ]          |
| The Rolling Stone Album Guide | [ 31 ]          |
| USA Today                     | [ 32 ]          |

Life After Death получил высокую оценку от музыкальных критиков. Джон Парелес из газеты The New York Times описал альбом как «выставленное напоказ благополучие с неторопливой развязностью, среднетемповыми грувами и спокойно высокомерным рэпом». Энтони ДеКуртис из журнала Rolling Stone назвал это «сознательным продолжением Ready to Die» и заявил, что «Life After Death отражает неоспоримый гламур преступления, но не скупится на страх, отчаяние и безвозвратную потерю, что неизбежно точно для улиц». Чео Ходари Кокер из газеты Los Angeles Times писал, что «Life After Death отражает как тёмную, так и сердечную стороны личности рэпера. Это не только сложное свидетельство того, кем он был в своей личной жизни, но и демонстрация его удивительной рифмующей способности. В ключевые моменты, B.I.G. делает изумительную работу по поиску музыки, адаптированной для радио, и более сложного материала, которым будут наслаждаться любители хардкор-рэпа, которые долго восхищались микрофонными навыками B.I.G. Не могу припомнить, чтобы рэпер пытался порадовать так много разных зрителей и делал это так блестяще». В обзоре, состоящем из пяти микрофонов, для The Source Майкл А. Гонзалес чувствовал, что это «несомненно станет классикой для любого истинного фаната хип-хопа». Хотя журналист Дэвид Браун из Entertainment Weekly был не в восторге от долгой продолжительности альбома и некоторого его жестокого и меркантильного содержания, он высоко оценил «уважение обоих побережий» Notorious B.I.G. за его работу с другими хип-хоп стилями и артистами из других регионов США.

### Ретроспектива
С момента выхода Life After Death получил ретроспективное признание критиков. Роб Шеффилд, пишущий в The Rolling Stone Album Guide (2004), назвал его «свободным от филлеров двухдисковым порывом музыкальной бравады» и сказал, что голос и лирика Notorious B.I.G. были «глубже», чем раньше. Джейсон Бирчмайер из AllMusic писал: «Возможно, Notorious B.I.G. понадобилось несколько лет, чтобы продолжить свой эпохальный дебют, Ready to Die, с другим альбомом, но когда он вернулся с Life After Death, он сделал это в глобальном плане. Амбициозный альбом, задуманный как своего рода продолжение Ready to Die, он начался с того места, где остановился его предшественник». Далее Бирчмайер сказал: «Всего за два альбома он добился всех мыслимых успехов, возможно, нет ничего большего, чем этот беззастенчиво чрезмерный успех». Эван МакГарви из журнала Stylus Magazine писал в своём обзоре: Life After Death — это грандиозное упражнение в личной мифологии, размах повествования и действительно разнообразное, универсальное поп совершенство. Как двойной альбом это яркий пример кинематографа; он существенно улучшил концепцию и стандарт в хип-хопе.". В 2013 году VIBE назвал Life After Death величайшим хип-хоп/R&B альбомом с 1993 года.

### Публикации в изданиях
- Информация относительно почестей взята из Acclaimedmusic.net[37], кроме отмеченных.
- (*) означает неупорядоченные списки

| Издание              | Страна         | Похвала                                                             | Год  | Позиция |
| -------------------- | -------------- | ------------------------------------------------------------------- | ---- | ------- |
| About.com            | США            | 100 величайших хип-хоп альбомов                                     | 2008 | 40      |
| About.com            | США            | Лучшие рэп-альбомы 1997 года                                        | 2008 | 1       |
| Addicted to Noise    | США            | Альбомы года                                                        | 1997 | 7       |
| Blender              | США            | 100 величайших американских альбомов всех времён                    | 2002 | 25      |
| Ego Trip             | США            | 25 лучших альбомов хип-хопа за 1980-98 годы                         | 1999 | 1       |
| The Face             | Великобритания | Альбомы года                                                        | 1997 | 20      |
| Fnac                 | Франция        | 1000 лучших альбомов всех времён                                    | 2008 | 858     |
| Hip Hop Connection   | Великобритания | 100 величайших рэп-альбомов 1995—2005                               | 2005 | 14      |
| Tom Moon             | США            | 1000 записей, которые вы должны услышать, прежде чем умереть        | 2008 | *       |
| The New Nation       | Великобритания | 100 лучших альбомов чёрных артистов                                 | 2005 | 60      |
| OOR Moordlijst       | Нидерланды     | Альбомы года                                                        | 1997 | 87      |
| Pure Pop             | Мексика        | Альбомы года                                                        | 1997 | 18      |
| Q                    | Великобритания | Альбомы года                                                        | 1997 | *       |
| Rolling Stone        | США            | 500 величайших альбомов всех времён по версии журнала Rolling Stone | 2003 | 483     |
| Rolling Stone        | США            | 500 величайших альбомов всех времён по версии журнала Rolling Stone | 2020 | 179     |
| Rolling Stone        | США            | 100 лучших альбомов девяностых                                      | 2011 | 66      |
| Rolling Stone        | США            | Важнейшие записи 90-х                                               | 1999 | *       |
| The Source           | США            | 100 лучших рэп-альбомов всех времён                                 | 2005 | 8       |
| The Source           | США            | Топ-100 чёрных музыкальных альбомов всех времён по мнению критиков  | 2005 | 60      |
| Spex                 | Германия       | Альбомы года                                                        | 1997 | 19      |
| Spin                 | США            | Альбомы года                                                        | 1997 | 7       |
| (различные писатели) | США            | 50 лет великих записей                                              | 2005 | *       |
| Vibe                 | США            | 51 альбом, представляющий поколение, звук и движение                | 2004 | *       |
| Vibe                 | США            | 150 альбомов, которые определяют эпоху Vibe (1992—2007)             | 2007 | *       |
| Village Voice        | США            | Альбомы года                                                        | 1997 | 12      |

## Коммерческий успех
Альбом был продан в количестве 690 тысяч экземпляров за первую неделю. В 2000 году альбом был сертифицирован как «бриллиантовый» Американской ассоциацией звукозаписывающих компаний (RIAA), обозначив продажу в 5 миллионов копий (порог для двойных альбомов), и был признан одним из самых продаваемых рэп-альбомов за всё время. Он также сделал самый большой в истории прыжок на 1 место в чарте Billboard 200, поднявшись с номера 176 места на первое за одну неделю. Кроме того, он провёл четыре недели на первом месте в чарте Top R&B/Hip-Hop Albums и возглавил итоговый годовой чарт Billboard Year-End в чарте Top R&B/Hip-Hop Albums.

## Наследие и влияние
Хотя Life After Death был выпущен после роковой стрельбы в B.I.G., он сигнализировал о стилистическом изменении в гангста-рэпе, поскольку он перешёл в коммерческий мейнстрим. После выхода Life After Death лейбл Паффа Дэдди, Bad Boy Records, продолжил сближать поп и гангста-рэп: упоминания о насилии и наркобизнесе остались, как и вся «гангстерская» риторика, но общий стиль продакшена изменился с ранее более тёмного звучания на более чистый, насыщенный семплами, более оптимистичное звучание, которое было непосредственно создано для мейнстримовых поп-чартов, как видно из сингла «Mo Money Mo Problems». The Notorious B.I.G. часто называют инициатором этого перехода, поскольку он был одним из первых
мейнстрим-рэперов, которые выпустили альбомы с расчётливой попыткой включить как грубые и реалистичные гангстерские повествования, так и более подходящие для радио произведения. Большую часть альбома спродюсировали Стивен «Stevie J.» Джордан, Дерик «D-Dot» Анджелетти, Карлос «July Six» Броди, Рон «Amen-Ra» Лоуренс и Нашим Мирик. Тем не менее, другие известные хип-хоп продюсеры, такие как Easy Mo Bee, Havoc из Mobb Deep, DJ Premier и RZA из Wu-Tang Clan также внесли свой вклад в альбом.
Различные исполнители писали песни под впечатлением песен из альбома Life After Death. Песня Evidence «Down in New York City» — это, по сути, «Going Back to Cali» с точки зрения артиста хип-хопа Западного побережья. Jay-Z позаимствовал четыре такта из «The World Is Filled…» в своей песне «I Just Wanna Love U (Give It 2 Me)». Припев из его песни «Squeeze 1st» был взят из «Hypnotize», строчку в «The Ruler’s Back» он позаимствовал из «Kick in the Door», а строчку в «D.O.A. (Death of Auto-Tune)» — из «You’re Nobody ('Til Somebody Kills You)». Ice Cube позаимствовал припев из «Kick in the Door» для своей песни «Child Support». Как и в случае с песней B.I.G. «I Love The Dough», песня Monica 2010 года «Everything to Me» семплирует песню René & Angela «I Love You More». Официальный ремикс включает куплет от B.I.G. который первоначально появился на «I Love The Dough». SWV засемплировали «Ten Crack Commandments» на открывающем треке «Someone» с участием бывшего протеже B.I.G. и его друга, Комбса. Французский рэпер Rohff назвал свой альбом La Vie Avant La Mort (Life Before Death) (2001) как дань B.I.G., Joey Badass интерполировал строки «Kick in the Door» в своей песне «Super Predator» из альбома All-Amerikkkan Badass (2017). Альбом был продан в количестве 350 тысяч экземпляров.

## Список композиций

### Диск 1
| #  | Название                                                                       | Авторы песни                                                               | Продюсер                                                                               | Семпл(ы) | Время |
| -- | ------------------------------------------------------------------------------ | -------------------------------------------------------------------------- | -------------------------------------------------------------------------------------- | --- | ----- |
| 1  | «Life After Death (Intro)»                                                     | C. Wallace, S. Jordan, Sean Combs                                          | Sean «Puffy» Combs & Steven «Stevie J.» Jordan, co-produced by The Notorious B.I.G.    | - Noriko Miyamoto and Isao Suzuki — «My Life» (1978) - The Notorious B.I.G. — «Suicidal Thoughts» (1994) | 1:39  |
| 2  | «Somebody’s Gotta Die»                                                         | C. Wallace, Sean Combs, A. Hester, Nasheim Myrick, Carlos Broady           | Nashiem Myrick, Carlos «6 July» Broady & Sean «Puffy» Combs                            | - The Dramatics — «In The Rain» (1971) | 4:26  |
| 3  | «Hypnotize» (backing vocals: Pam Long)                                         | C. Wallace, R. Alpert, D. Angelettie, Andy Armer, Sean Combs, Ron Lawrence | Deric «D-Dot» Angelettie, Ron «Amen-Ra» Lawrence & Sean «Puffy» Combs                  | - Herb Alpert — «Rise» (1979) - Slick Rick & Doug E. Fresh — «La-Di-Da-Di» (1985) | 3:50  |
| 4  | «Kick In The Door» (voice: Madd Rapper)                                        | C. Wallace, J. Hawkins, Chris E. Martin                                    | DJ Premier                                                                             | - Louis & Bebe Barron — «Robby, The Cook, and 60 Gallons of Booze» (1976) - Screamin' Jay Hawkins — «I Put A Spell On You» (1957) - Martin Lawrence — «Wash Yo' Ass» (1995) - Junior M.A.F.I.A. — «Get Money» (1995) - The Notorious B.I.G. — «Unbelievable» (1994) | 4:47  |
| 5  | «Fuck You Tonight» (feat. R. Kelly)                                            | C. Wallace, Sean Combs, D. Jones, R. Kelly                                 | Daron Jones (of 112) & Sean «Puffy» Combs                                              | | 5:45  |
| 6  | «Last Day» (feat. The LOX)                                                     | C. Wallace, Kejuan Muchita, J. Phillips, Dorothy Stiles                    | Havoc, co-produced by Sean «Puffy» Combs & Stevie J.                                   | - David Axelrod — «The Fly» (1969) | 4:19  |
| 7  | «I Love The Dough» (feat. Jay-Z & Angela Winbush)                              | C. Wallace, S. Carter, O. Harvey, R. Moore, Angela Winbush                 | Easy Mo Bee                                                                            | - Rene & Angela — «I Love You More» (1981) | 5:11  |
| 8  | «What’s Beef?»                                                                 | C. Wallace, Carlos Broady, Nasheim Myrick                                  | Nashiem Myrick & Carlos «6 July» Broady, co-produced by Paragon                        | - Richard Evans — «Close To You» (1972) - Al Green — «I’m Glad You’re Mine» (1972) | 5:15  |
| 9  | «B.I.G. Interlude»                                                             | C. Wallace, D. Angelettie                                                  | The Notorious B.I.G. & Deric «D-Dot» Angelettie                                        | - Schoolly D — «P.S.K. What Does It Mean?» (1985) | 0:48  |
| 10 | «Mo Money Mo Problems» (feat. Mase & Puff Daddy) (backing vocals: Kelly Price) | C. Wallace, M. Betha, Sean Combs, B.H. Edwards, S. Jordan, Nile Rodgers    | Steven «Stevie J.» Jordan & Sean «Puffy» Combs                                         | - Diana Ross — «I’m Coming Out» (1980) | 4:17  |
| 11 | «Niggas Bleed»                                                                 | C. Wallace, Sean Combs, S. Jordan, Nasheim Myrick                          | Nashiem Myrick, Carlos «6 July» Broady, Sean «Puffy» Combs & Steven «Stevie J.» Jordan | - The Whispers — «Hey, Who Really Cares» (1972) | 4:51  |
| 12 | «I Got A Story To Tell»                                                        | C. Wallace, A. Best                                                        | Buckwild, co-produced by Chucky Thompson & Sean «Puffy» Combs                          | - Al Green — «I’m Glad You’re Mine» (1972) - Andreas Vollenweider — «Belladonna» (1983) (Original version) | 4:42  |
| 13 | «Interview/Biggie Speaks (Hidden Track)»                                       |                                                                            |                                                                                        | | 11:28 |

### Диск 2
| #  | Название                                                                                   | Авторы песни                                                            | Продюсер(ы)                                                                        | Семпл(ы) | Время |
| -- | ------------------------------------------------------------------------------------------ | ----------------------------------------------------------------------- | ---------------------------------------------------------------------------------- | --- | ----- |
| 1  | «Notorious Thugs» (additional vocals: Bone Thugs-N-Harmony)                                | C. Wallace, Sean Combs, A. Henderson, S. Howse, S. Jordan, Bryon McCane | Steven «Stevie J.» Jordan & Sean «Puffy» Combs                                     | - Ohio Players — «More Than Love» (1978) | 6:07  |
| 2  | «Miss U» (backing vocals: 112)                                                             | C. Wallace, Kaygee Gist, Lionel Richie                                  | Kay Gee                                                                            | - Diana Ross — «Missing You» (1984) | 4:58  |
| 3  | «Another» (feat. Lil' Kim)                                                                 | C. Wallace, Sean Combs, N. Ingram, K. Jones, S. Jordan                  | Steven «Stevie J.» Jordan & Sean «Puffy» Combs                                     | - Barbara Mason — «Another Man» (1983) | 4:15  |
| 4  | «Going Back To Cali»                                                                       | C. Wallace, O. Harvey, Roger Troutman                                   | Easy Mo Bee                                                                        | - Zapp — «More Bounce To The Ounce» (1980) | 5:07  |
| 5  | «Ten Crack Commandments»                                                                   | C. Wallace, Chris E. Martin                                             | DJ Premier                                                                         | - Les McCann — «Valantra» (1977) - Public Enemy — «Shut 'Em Down» (1991) | 3:24  |
| 6  | «Playa Hater»                                                                              | C. Wallace, Sean Combs, W. Hart, S. Jordan                              | Sean «Puffy» Combs & Steven «Stevie J.» Jordan                                     | - The Delfonics — «Hey! Love» (1972) | 3:57  |
| 7  | «Nasty Boy»                                                                                | C. Wallace, Sean Combs, S. Jordan                                       | Sean «Puffy» Combs & Steven «Stevie J.» Jordan                                     | - Liquid Liquid — «Cavern» (1983) - Vanity 6 — «Nasty Girl» (1982) (Original version)                                                                                          | 5:26  |
| 8  | «Sky’s The Limit» (feat. 112)                                                              | C. Wallace, Bobby Caldwell, Hubert Eaves, Clark Kent, J. Williams       | Clark Kent                                                                         | - Bobby Caldwell — «My Flame» (1978) - D. Train — «Keep On» (1982) | 5:29  |
| 9  | «The World Is Filled…» (feat. Too Short & Puff Daddy) (additional vocals: Carl Thomas)     | C. Wallace, D. Angelette, Sean Combs, T. Shaw, K. Walker                | Deric «D-Dot» Angelettie & Sean «Puffy» Combs                                      | - Asha Puthli — «Space Talk» (1976) - Hookfoot — «Is Anyone There» (1972) - The Notorious B.I.G. — «The What» (1994)                                                           | 4:54  |
| 10 | «My Downfall» (feat. DMC) (backing vocals: Karen Anderson & Deborah «Portia» Neeley Rolle) | C. Wallace, Carlos Broady, Sean Combs, Darryl McDaniels, Nasheim Myrick | Carlos «6 July» Broady, Nashiem Myrick & Sean «Puffy» Combs                        | - Marvin Gaye & Tammi Terrell — «You’re All I Need To Get By» (1968) - Al Green — «For The Good Times» (1972) - Run-D.M.C. — «Together Forever (Krush-Groove 4) (Live)» (1985) | 5:26  |
| 11 | «Long Kiss Goodnight»                                                                      | C. Wallace, Robert Diggs                                                | RZA                                                                                | - Al Green — «The Letter» (1969) | 5:18  |
| 12 | «You’re Nobody (Til Somebody Kills You)» (backing vocals: Faith Evans)                     | C. Wallace, Sean Combs, Gary Johnson, S. Jordan, E. Lopez, B. Preston   | Sean «Puffy» Combs & Steven «Stevie J.» Jordan, co-produced by DJ Enuff & Jiv Poss | - The 5th Dimension — «The Rainmaker» (1971) - Craig Mack — «Flava in Ya Ear (Remix)» (1994) - Billy Preston — «I Wonder Why» (1972) (Original version)                        | 4:52  |

## Чарты

### Еженедельные чарты
| Чарт (1997)                            | Высшая позиция |
| -------------------------------------- | -------------- |
| США (Billboard 200)                    | 1              |
| США (Billboard Top R&B/Hip-Hop Albums) | 1              |
| Великобритания (UK Albums Chart)       | 23             |
| Австралия (ARIA)                       | 59             |
| Бельгия/Фландрия (Ultratop)            | 30             |
| Canadian Albums (Nielsen SoundScan)    | 3              |
| Германия (Offizielle Top 100)          | 63             |
| Нидерланды (Album Top 100)             | 16             |
| Новая Зеландия (RMNZ)                  | 28             |
| Швеция (Sverigetopplistan)             | 30             |

### Итоговые годовые чарты (альбом)
| Чарт (1997)                          | Позиция |
| ------------------------------------ | ------- |
| Top Billboard 200 Albums (Billboard) | 8       |
| Top R&B/Hip-Hop Albums (Billboard)   | 1       |

### Синглы
| Год  | Песня                  | Позиции в чартах | Позиции в чартах  | Позиции в чартах      | Позиции в чартах |
| Год  | Песня                  | UK Singles Chart | Billboard Hot 100 | Hot R&B/Hip-Hop Songs | Hot Rap Songs    |
| ---- | ---------------------- | ---------------- | ----------------- | --------------------- | ---------------- |
| 1997 | «Hypnotize»            | 10               | 1                 | 1                     | 1                |
| 1997 | «Mo Money Mo Problems» | 6                | 1                 | 2                     | 1                |
| 1997 | «Sky’s The Limit»      | 35               | 26                | 31                    | 1                |

### Итоговые годовые чарты (синглы)
| Год  | Песня                  | Позиции в чартах                                |
| Год  | Песня                  | Лучшие синглы США 1997 года по версии Billboard |
| ---- | ---------------------- | ----------------------------------------------- |
| 1997 | «Hypnotize»            | 25                                              |
| 1997 | «Mo Money Mo Problems» | 20                                              |
| 1997 | «Sky’s The Limit»      | -                                               |

## Сертификация

### Альбом
| Регион                                                      | Сертификация   | Продажи     |
| ----------------------------------------------------------- | -------------- | ----------- |
| Канада (Music Canada)                                       | 2× Платиновый  | 200 000^    |
| Великобритания (BPI)                                        | Платиновый     | 300 000*    |
| США (RIAA)                                                  | 11× Платиновый | 11 000 000^ |
| ^ Данные о тиражах приведены только на основе сертификации. |                |             |

### Синглы
| Регион | Сертификация | Продажи    |
| --- | ------------ | ---------- |
| США (RIAA) · «Hypnotize»                                                                                                 | Платиновый   | 1,000,000^ |
| США (RIAA) · «Mo Money Mo Problems»                                                                                      | Платиновый   | 1,000,000^ |
| США (RIAA) · «Sky’s The Limit»                                                                                           | Золотой      | 500,000^   |
| * Данные о продажах приведены только на основе сертификации. ^ Данные о тиражах приведены только на основе сертификации. |              |            |

## Награды и номинации
В 1997 году за альбом Life After Death The Notorious B.I.G. выиграл премию на церемонии Billboard Music Awards в категории «R&B-альбом года». Альбом и его синглы, «Hypnotize» и «Mo Money Mo Problems», были номинированы на три премии на 40-й церемонии вручения премий «Грэмми» в 1998 году. Сингл «Hypnotize» выиграл в категории «Лучшее рэп-видео» на церемонии MTV Video Music Awards 1997, а в следующем году «Mo Money Mo Problems» был номинирован в категории «Лучшее рэп-видео» на церемонии MTV Video Music Awards 1998. Альбом был номинирован в категории «Лучший R&B/Soul или рэп-альбом года» и выиграл в категории «Лучший мужской R&B/Soul альбом» на церемонии Soul Train Music Awards в 1998 году. На этой же церемонии сингл «Mo Money Mo Problems» был номинирован в категории «Лучшее R&B/Soul или рэп-видео».
| Награда                                                                                   | Год  | Номинированная работа                             | Категория                                | Результат |
| ----------------------------------------------------------------------------------------- | ---- | ------------------------------------------------- | ---------------------------------------- | --------- |
| Billboard Music Awards Архивная копия от 9 июня 2020 на Wayback Machine                   | 1997 | Life After Death                                  | R&B-альбом года                          | Победа    |
| Grammy Awards Архивировано 3 октября 2012 года.                                           | 1998 | «Hypnotize»                                       | Лучшее сольное рэп-исполнение            | Номинация |
| Grammy Awards Архивировано 3 октября 2012 года.                                           | 1998 | «Mo Money Mo Problems» (with Mase and Puff Daddy) | Лучшее рэп-исполнение дуэтом или группой | Номинация |
| Grammy Awards Архивировано 3 октября 2012 года.                                           | 1998 | Life After Death                                  | Лучший рэп-альбом                        | Номинация |
| MTV Video Music Awards Архивировано 20 июля 2013 года. Архивировано 31 августа 2012 года. | 1997 | «Hypnotize»                                       | Лучшее рэп-видео                         | Победа    |
| MTV Video Music Awards Архивировано 20 июля 2013 года. Архивировано 31 августа 2012 года. | 1998 | «Mo Money Mo Problems» (with Mase and Puff Daddy) | Лучшее рэп-видео                         | Номинация |
| Soul Train Music Awards Архивная копия от 18 августа 2020 на Wayback Machine              | 1998 | Life After Death                                  | Лучший мужской R&B/Soul альбом           | Победа    |
| Soul Train Music Awards Архивная копия от 18 августа 2020 на Wayback Machine              | 1998 | Life After Death                                  | Лучший R&B/Soul или рэп-альбом года      | Номинация |
| Soul Train Music Awards Архивная копия от 18 августа 2020 на Wayback Machine              | 1998 | «Mo Money Mo Problems» (with Mase and Puff Daddy) | Лучшее R&B/Soul или рэп-видео            | Номинация |